# TDS-serie
De TDS-serie is een aantal ontwerpen van halfafzinkbare platforms van GustoMSC. Het bestaat uit twee parallelle pontons met elk twee kolommen met daarop het werkdek.

## Types
| Type     | Lengte | Breedte | Waterdiepte        | Boordiepte           |
| -------- | ------ | ------- | ------------------ | -------------------- |
| TDS 2000 | 97,5 m | 70 m    | 2400 m (7873 ft)   | 7620 m (25,000 ft)   |
| TDS 2500 | 97,5 m | 75 m    | 2,744 m (9,000 ft) | 10,000 m (30,000 ft) |

## TDS-serie
| Type     | Naam      | Werf               | Jaar | IMO-nummer |
| -------- | --------- | ------------------ | ---- | ---------- |
| TDS 2000 | Norbe VI  | SBM Atlantia / GPC | 2009 | 8770584    |
| TDS 2000 | Lone Star | SBM Atlantia / GPC | 2010 | 8769858    |
| TDS 2500 | Delba III | SBM Atlantia / GPC | 2011 | 8770596    |